# Биберман, Герберт
Ге́рберт Джо́зеф Би́берман (англ. Herbert Joseph Biberman; 4 марта 1900, Филадельфия, Пенсильвания, США — 30 июня 1971, Нью-Йорк, Нью-Йорк, США) — американский сценарист, режиссёр и продюсер.

## Биография
Родился в Филадельфии в семье еврейских иммигрантов из России Иосифа и Евы Биберман. Брат — художник Эдвард Биберман (1904—1986).
Был театральным режиссёром. В 1935 году дебютировал как кинорежиссёр («Билет в один конец»). В 1947 году вместе с рядом других деятелей Голливуда был обвинён Комиссией по расследованию антиамериканской деятельности в подрывной деятельности, подвергся тюремному заключению, занесён в «чёрные» списки и изгнан из Голливуда.
В 1930 году женился на актрисе Гейл Сондергард.
В 2001 году в фильме «Один из голливудской десятки» образ Бибермана на экране воплотил Джефф Голдблюм.

## Фильмография

### Сценарист
- 1939 — Король китайского квартала / King of Chinatown (по собственному рассказу)
- 1939 — Задержите рассвет / When Tomorrow Comes (в титрах не указан)
- 1944 — Случай в Аравии / Action in Arabia
- 1944 — Раса господ / The Master Race
- 1944 — Снова вместе / Together Again (по собственному рассказу)
- 1947 — Новый Орлеан / New Orleans (по собственному рассказу)
- 1969 — Рабы / Slaves

### Режиссёр
- 1935 — Билет в один конец / One Way Ticket
- 1936 — Познакомьтесь с Ниро Вульфом / Meet Nero Wolfe
- 1944 — Раса господ / The Master Race
- 1953 — Соль земли / Salt of the Earth
- 1969 — Рабы / Slaves

### Продюсер
- 1945 — Город Эйбилен / Abilene Town
- 1947 — Новый Орлеан / New Orleans

## Награды
- 1954 — «Хрустальный глобус» на кинофестивале в Карловых Варах («Соль земли»)
- 1956 — «Хрустальная звезда» («Соль земли»)
- 1969 — номинация на «Золотую пальмовую ветвь» 22-го Каннского кинофестиваля («Рабы»)